# John Stackhouse
John Stackhouse (1742-22 de noviembre de 1819, Bath, Somerset) fue un botánico inglés, primariamente interesado en Spermatophytas, algas y en la Micología. Había nacido en Probus, Cornualles.
Fue autor de Nereis Britannica; o Botanical Description of British Marine Plants, in Latin and English, accompanied with Drawings from Nature. 1797
- La abreviatura «Stackh.» se emplea para indicar a John Stackhouse como autoridad en la descripción y clasificación científica de los vegetales.[2]

## Trivia
El jugador profesional de la NBA Jerry Stackhouse es descendiente directo de John Stackhouse.